# La Altagracia
La Altagracia är den ostligaste provinsen i Dominikanska republiken, med Karibiska havet i söder, Atlanten i norr, och sundet Canal de la Mona mellan provinsen och Puerto Rico i öster. Provinsen har cirka 446 000 invånare. Den administrativa huvudorten är Salvaleón de Higüey. Landets största ö, Isla Saona, ligger strax utanför provinsens södra kust men tillhör provinsen La Romana.

## Administrativ indelning
Provinsen är indelad i två kommuner:
- Higüey, San Rafael del Yuma